# DecoTurf

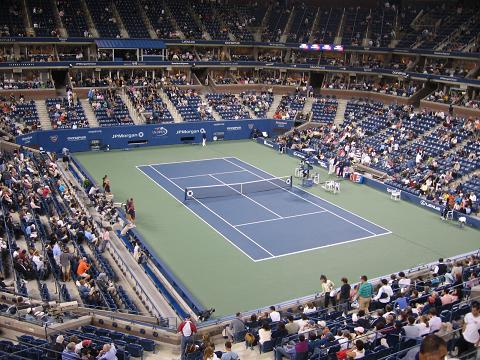
Arthur Ashe Stadium, US Open in Decoturf.

Il DecoTurf è un materiale utilizzato come superficie per i campi da tennis che consiste in una lega di polimetilmetacrilato, gomma e silice che ricopre una base di asfalto o di calcestruzzo. Viene prodotto dalla Decosystems, una divisione della California Sport Surfaces con sede ad Andover in Massachusetts, produttrice anche del Plexipave.
A confronto col Rebound Ace, questo materiale garantisce una velocità di palla superiore dopo il rimbalzo insieme ad un rimbalzo più basso. Questo probabilmente spiega perché tennisti dediti al serve & volley come Stefan Edberg, Tim Henman e Patrick Rafter hanno ottenuto successi maggiori su questa superficie piuttosto che su altri materiali duri.
La superficie viene usata per:
- US Open (1978-2019)[1]
- Canadian Open
- Cincinnati Open[2]
- China Open
- Shanghai Masters
- Japan Open Tennis Championships
- Dubai Tennis Championships
- Thailand Open (WTA)
- Olimpiadi 2004 all'Athens Olympic Tennis Centre
- Olimpiadi 2008 all'Olympic Green Tennis Centre
- Olimpiadi 2020 all'Ariake Coliseum[3][4]